# Clara Vaz Pinto
Clara Vaz Pinto é uma historiadora portuguesa e actual Conservadora do Museu Nacional do Traje.
É licenciada em história pela Faculdade de Letras da Universidade de Lisboa

## Obras
Autora ou co-autora de:
- Contribuição para o estudo do bronze final e do ferro inicial a norte do estuário do Tejo, Clara Vaz Pinto, Rui Parreira. [Lisboa] : Assoc. dos Arqueólogos Portugueses, 1978.
- Materiais / Museu de Francisco Tavares Proença Júnior ; dir. Clara Vaz Pinto. Castelo Branco : M.F.T.P.J., 1991.
- Artes tradicionais de Portugal / org. Serviço Internacional da Fundação Calouste Gulbenkian ; texto Clara Vaz Pinto... [et al.]. Lisboa : Fundação Calouste Gulbenkian, 2004.
- Manto de Nossa Senhora da Oliveira: Museu de Alberto Sampaio em Guimarães, Instituto Português de Conservação e Restauro ; coord. Clara Vaz Pinto ; dir. Ana Isabel Seruya, Mário Pereira. Lisboa : IPCR, 2004.  ISBN 972-99476-1-9.
- Colchas de Castelo Branco, Por Clara Vaz Pinto, Joäo Pedro Monteiro. Lisboa : Instituto Português de Museus, 1993.
- Bordado de Castelo Branco: Catálogo de desenhos colchas, coord. Clara Vaz Pinto. 1a ed. Lisboa : I.P. Museus, 1992.  ISBN 972-95775-4-4.
- Colecção de arte contemporânea do Museu Francisco Tavares Proença Junior, coord. Clara Vaz Pinto. Castelo Branco : IPM. Museu Francisco Tavares Proença Júnior. 1992.  ISBN 972-606-040-0.
- Tesouros da arqueologia portuguesa no Museu Nacional de Arqueologia e Etnologia, textos Rui Parreira, Clara Vaz Pinto. Lisboa : IPPC. Museu Nacional de Arqueologia e Etnologia. 1980.